# Arthur Lodge
Arthur Scott Lodge (né le 20 novembre 1922 à Liverpool – 24 juin 2005) est un rhéologiste britannique qui s'est consacré aux lois de comportement des liquides compressibles. Inventeur d'un contraintemètre et cofondateur du Centre de recherches en rhéologie de l'Université du Wisconsin–Madison, ses deux traités (Elastic Liquids et Body Tensor Fields in Continuum Mechanics) continuent de faire autorité en mécanique des milieux déformables.

## Biographie
Lodge passe une licence de mathématiques (1945) et soutient une thèse de doctorat en physique nucléaire à l'université d'Oxford (1948). En 1949, il est recruté par l'association de recherche sur la rayonne et travaille sous la direction de Karl Weissenberg, l'inventeur du rhéogoniomètre. En 1961, il obtient un poste d'assistant à l'Institut de Technologie de l'université de Manchester (UMIST), où il compose son traité sur la compressibilité des liquides. Il bénéficie d'une année sabbatique à l'Université du Wisconsin à Madison (1965–1966), où il s'établit avec sa famille en 1968, et fonde le Centre de recherches rhéologiques (RRC) avec Bob Bird, John Ferry, John Schrag et Millard Johnson. Lodge présidera cette fondation pendant 23 ans jusqu'à sa retraite en 1991.

## Postérité
Le traité Elastic Liquids a fait connaître la première loi de comportement d'un liquide élastique, qui a jeté les bases de la viscoélasticité non-linéaire (loi de Lodge-Meissner), et rendait compte en son temps de tous les phénomènes mécaniques mesurables (hormis la variation de viscosité). Lodge a lui-même commercialisé son contraintemètre, conçu pour la mesure précise des variations de la contrainte de cisaillement de part et d'autre d'un obstacle dans une conduite en charge.
Ses travaux sont couronnés par la Médaille Bingham  (1971) et par la médaille d'or de la British Society of Rheology (1983).